# Cryptocentrus leptocephalus
Cryptocentrus leptocephalus là một loài cá biển thuộc chi Cryptocentrus trong họ Cá bống trắng. Loài này được mô tả lần đầu tiên vào năm 1876.

## Từ nguyên
Từ định danh leptocephalus được ghép bởi hai âm tiết trong tiếng Hy Lạp cổ đại: leptós (λεπτός; "gầy còm, mảnh khảnh") và kephalḗ (κεφαλή; "cái đầu"), hàm ý đề cập đến phần đầu của loài cá này dẹt hơn nhiều so với Cryptocentrus diproctotaenia và Cryptocentrus liolepis, được Bleeker mô tả trong cùng một bài báo cáo.

## Phân bố và môi trường sống
Từ quần đảo Yaeyama (Nam Nhật Bản) và Hồng Kông, C. leptocephalus có phân bố trải rộng khắp khu vực Đông Nam Á, trải dài về phía đông đến Fiji và Tonga, phía nam đến bờ tây bắc Úc và Nouvelle-Calédonie.
Ở Việt Nam, C. leptocephalus được ghi nhận ở quần đảo Nam Du, quần đảo Hà Tiên (Kiên Giang), vịnh Nha Trang và vịnh Vân Phong (Khánh Hòa).
C. leptocephalus sống trên nền phù sa, bùn cát và đá vụn của rạn san hô và đầm phá, bao gồm cả vùng ven rừng ngập mặn, được tìm thấy ở độ sâu đến ít nhất là 18 m.

## Mô tả
Chiều dài lớn nhất được ghi nhận ở C. leptocephalus là 12 cm. Cá có màu xanh lục phớt nâu, trắng hơn ở bụng. Có 6–7 vạch nâu mờ ở hai bên thân. Đầu, lưng và vây lưng có các đốm đỏ hồng viền trắng nhạt cùng nhiều đốm trắng nhỏ hơn. Ngoài ra còn các đốm nâu cam đến viền xanh lam trên vây lưng trước. Chỉ có cá con mới có vảy lược trên thân, cá trưởng thành không có đặc điểm này.
C. leptocephalus là loài dị hình giới tính. Con đực của cả hai loài đều có đốm trên vây lưng, trong khi con cái có các vệt sọc đỏ trên màng vây lưng.
Số gai ở vây lưng: 6–7; Số tia ở vây lưng: 10–11; Số gai ở vây hậu môn: 1; Số tia ở vây hậu môn: 10–11.

## Tình trạng phân loại
Cryptocentrus melanopus từng được cho là một đồng nghĩa của C. leptocephalus nhưng có sự nhập nhằng trong việc phân loại hai loài, Hoese và cộng sự (2011) vẫn giữ lại danh pháp C. melanopus. Dải màu sẫm đầu tiên bên dưới vây lưng sau ở C. melanopus nghiêng hoàn toàn về phía trước vây hậu môn, tiếp theo là 4 dải xiên màu sẫm hẹp hơn (có khi hợp nhất còn 3), còn ở C. leptocephalus dải màu sẫm đầu tiên chồng lên một phần gốc trước của vây hậu môn, theo sau chỉ có 3 dải.

## Sinh thái
C. leptocephalus sống cộng sinh trong hang với tôm gõ mõ.

## Thương mại
C. leptocephalus là một thành phần trong ngành buôn bán cá cảnh.